# 帕希尼亞
49°46′22″N 25°53′59″E / 49.77278°N 25.89972°E
帕希尼亞（烏克蘭語：Пахиня），是烏克蘭的村落，位於該國西部捷爾諾波爾州，由克列梅涅茨區負責管轄，始建於1500年，面積0.65平方公里，2001年人口169，人口密度每平方公里258.8人。